# Josep Colomer Ametller

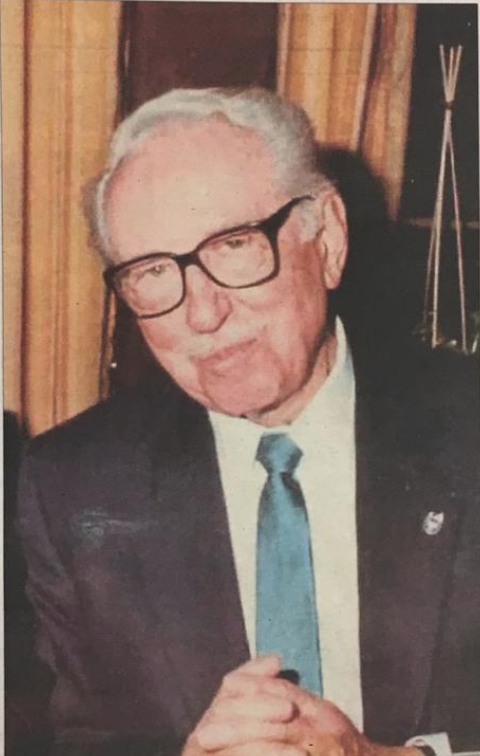
Josep Colomer Ametller

Josep Colomer Ametller (Vidreres, 1905-Barcelona, 1998), es va iniciar com a perruquer i després va fundar una empresa de cosmètica i de bellesa que amb el temps es convertiria The Colomer Group.
Josep Colomer de molt jove es va fer aprenent de perruquer amb Joan Casellas, del Vendrell. Els divuit anys va anar a París (1923), on va fer una perruqueria de luxe a la Rue Scriba.
Després va tornar a Catalunya per casar-se amb Anna Casellas, la filla del seu mestre, i va inaugurar una nova perruqueria a les rambles de Barcelona.
Durant la Guerra Civil, l'empresa és colectivizada per ordre de Josep Tarradellas. El sindicat anarquista FAI empresona a Colomer al castell de Montjuïc, reconvertit en una txeca de la qual pocs surten amb vida. Per fortuna, José Colomer aconsegueix la llibertat.

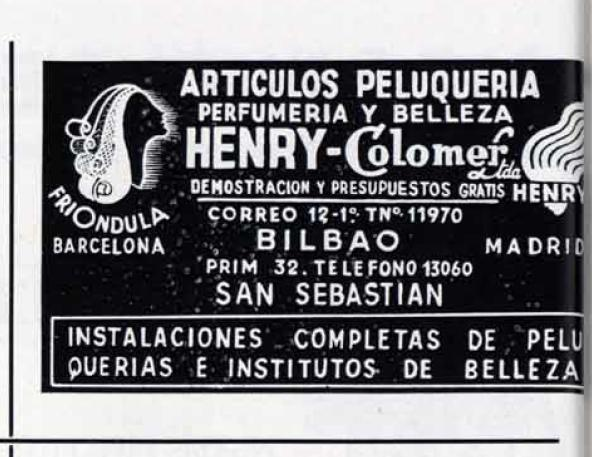
Henry Colomer

El 1943, quan, acabada la Guerra Civil espanyola, va tornar a Barcelona (després de viure exiliat a Xile i Argentina), i va decidir crear i desenvolupar els seus propis productes, així doncs, crea l'empresa Colomer Ltda. –posteriorment Henry Colomer- i posa en marxa la seva primera fàbrica.
Els anys 50, l'activitat és frenètica: crea nous productes, marques de distribució i avenços tecnològics (sacsadors, líquids per a la permanent, rentacaps...).
Als anys 60 continua la seva expansió amb dues noves fàbriques i una trentena de sucursals a tot Espanya. Així es converteix amb la primera empresa perruquera estatal, i a més fa el salt a l'estranger amb l'adquisició de la Maison Henry de París. Carles Colomer, fill del fundador, passa a ser-ne el director general.
El 1978, la companyia nord-americana Revlon compra Henry Colomer. D'aquesta manera Henry Colomer aconseguí presència a tot el món.
L'any 2000, la família Colomer, juntament amb la societat d'inversions CVC, compra a nivell mundial el negoci de productes professionals de Revlon i neix The Colomer Group. Josep Colomer no va ser testimoni de l'empresa que havia creat, va morir el 12 de novembre de 1998.